# Ypthima esakii
Ypthima esakii är en fjärilsart som beskrevs av Shirôzu 1960. Ypthima esakii ingår i släktet Ypthima och familjen praktfjärilar. Inga underarter finns listade i Catalogue of Life.